# 주오시
주오시(일본어: 中央市)는 일본 야마나시현 중앙부에 있는 시이다.
야마나시현의 중앙부 및 고후 분지(甲府盆地)의 중앙(中央)부에 위치하여 "주오시"로 명명되었으나 지역의 역사와 전통을 무시한 너무 안이한 명명이라는 비판도 적지 않다. 야마나시현의 현청 소재지인 고후시 남쪽에 있어 위성 도시로 발전하고 있다. 또 야마나시 대학의 의학부 캠퍼스와 대학병원이 있다.

## 지리
야마나시현 중부, 고후 분지 중남부에 위치하고 동쪽은 가마타강을 사이에 두고 고후시, 북쪽은 나카코마군 쇼와정, 서쪽은 가마나시강을 사이에 두고 미나미알프스시, 남쪽은 니시야쓰시로군 이치카와미사토정과 접한다.

## 역사
2006년 2월 20일에 나카코마군(中巨摩郡) 다마호정(玉穂町), 다토미정(田富町)와 히가시야쓰시로군(東八代郡) 도요토미촌(豊富村)이 통합하여 인구 3만 명의 시로 발족했다.

## 교통

### 철도
- 도카이 여객철도 미노부선

### 도로
- 주오 자동차도
- 국도 140호선

## 인구
| 연도 | 인구   | ±%     |
| ---- | ------ | ------ |
| 1940 | 11,589 | —      |
| 1950 | 14,335 | +23.7% |
| 1960 | 12,538 | −12.5% |
| 1970 | 11,747 | −6.3%  |
| 1980 | 16,812 | +43.1% |
| 1990 | 25,868 | +53.9% |
| 2000 | 30,769 | +18.9% |
| 2010 | 31,308 | +1.8%  |